# Равносметка
„Равносметка“ е студиен албум на българския музикант Георги Минчев издаден от GMP през 1995 г.

## Списък на песните
1. „Яхай си метлата“ – 3:20
2. „Паднах си по теб“ – 4:15
3. „Ще я водя на бал“ – 3:00
4. „Средна възраст“ – 2:30
5. „Пак на сцена“ (дует с Васко Кръпката) – 3:00
6. „Танцувай буги с мен“ – 3:20
7. „Боже как съм я обичал“ – 5:00
8. „Буги вуги в събота“ – 3:30
9. „Сонг сънг блу“ – 3:40
10. „Малък Фиат“ – 4:00
11. „Полтъргайст“ – 4:30
12. „Равносметка“ – 4:25 (музика и текст Буги Барабата)

## Състав
- Константин Цеков – пиано
- Иван Лечев – китара
- Ивайло Крайчовски – фретлес бас
- Венко Захариев – тенор саксофон (3, 7, 8)
- трио „Бревис“ – вокали (6, 8, 12)